# Ein fremder Klang
Ein fremder Klang ist ein US-amerikanischer Filmdrama des Regisseurs Martin Sheen aus dem Jahr 1990.

## Handlung
Um in den 1960ern seine Entlassung aus der Armee zu erreichen, lässt Bean sich den Handrücken tätowieren, womit er gegen Militärgesetze verstößt. Anstatt entlassen zu werden, landet er nun im Gefängnis einer Kaserne in West-Deutschland, die unter dem Kommando von Sgt. McKinney steht. Hier hat er es von Anfang an nicht leicht – die weiteren Insassen verhalten sich ihm gegenüber sehr feindselig, genauso wie McKinney, der sich mit Bean einen Nervenkrieg liefert, weil er ihn an seinen eigenen Sohn erinnert.

## Kritik
„Gut gemeinter, aber hölzern inszenierter Film, dessen Thema in der Voraussehbarkeit und Spannungslosigkeit der ungelenken Dramaturgie jede Kraft verliert.“

„Martin Sheens (‚Apocalypse Now‘) Regiedebüt ist ein Plädoyer gegen Machtmißbrauch und Rassismus bei der US-Army. Sheens vielbeschäftigter Sohn Charlie (‚Men at Work‘) spielt den Hauptpart im dramatischen Konflikt zwischen rebellischem Soldaten und dessen sadistischen Vorgesetzten. Dabei beweist Martin Sheen als Regisseur nicht die gleiche Souveränität wie als Schauspieler. Bisweilen hat er Schwierigkeiten, die interessanten Handlungselemente fließend zu einem packenden Ganzen zu verarbeiten.“